# Michaël Parkinson
Pour les articles homonymes, voir Parkinson.
Ne doit pas être confondu avec l'animateur de télévision Michael Parkinson.
Michaël Parkinson (né le 23 novembre 1991) est un joueur international néerlandais de volley-ball professionnel qui évolue au poste de Central.

## Carrière
Lors de la saison 2017-2018 avec Nantes-Rezé, il termine troisième meilleur bloqueur de la saison régulière du Championnat de France Ligue A avec 2,55 contres gagnants par match.
En 2019, il a été titulaire lors des 6 rencontres disputées par les Pays-Bas lors du Championnat d'Europe, où il tourna à 2,5 contres gagnants par match. Les Pays-Bas furent éliminés en huitième de finale par l'Allemagne.
A l'issue de l'Euro, il est recruté pour la saison 2019-2020 par le Stade Poitevin Poitiers en remplacement de l'iranien Ali Shafiei qui n'a pu honorer son contrat.
En 2022, lors du championnat du monde, il réalise 9 contres gagnants en 4 matchs.
Il est recruté en octobre 2022 par le Tours VB en qualité de joker médical pour suppléer Dmytro Teryomenko, blessé au genou.
Lors de sa saison 2022-2023 avec le Tours Volley-Ball, il remporte le doublé Coupe-Championnat. Il est élu meilleur Central du Championnat de France 2022-2023 avec Helder Spencer.

## Palmarès[5]

### Compétitions de clubs
- Championnat de France Ligue A (1)
  -  2023 avec le Tours VB
- Coupe de France (2)
  -  2025 avec le Tourcoing Lille Métropole VB, 2023 avec le Tours VB et 2019 avec le Stade Poitevin Poitiers
  -  2018
- Championnat de Belgique Liga A (1)
  -  2012 avec le Noliko Maaseik
  -  2013
  -  2014, 2017

- Coupe de Belgique (1)
  -  2012 avec le Noliko Maaseik
  -  2013
  -  2017
- Supercoupe de Belgique (2)
  -  2011 et 2012 avec Noliko Maaseik
  -  2013

### Compétitions des équipes nationales
- Ligue européenne masculine
  -  2019

### Distinction individuelle
Elu meilleur Central du Championnat de France 2022-2023